# Lonely Planet (film)
Pour les articles homonymes, voir Lonely Planet (homonymie).
Pour plus de détails, voir Fiche technique et Distribution.
Lonely Planet est une comédie romantique américaine réalisée par Susannah Grant, sortie le 11 octobre 2024 sur Netflix,.

## Distribution
- Laura Dern (VF : Rafaèle Moutier) : Katherine Loewe
- Liam Hemsworth (VF : Emmanuel Garijo) : Owen Brophy
- Diana Silvers (VF : Léopoldine Serre) : Lily Kemp
- Younès Boucif (VF : lui-même) : Rafih Abdo
- Adriano Giannini : Ugo Jaconelli
- Rachida Brakni (VF : elle-même) : Fatema Benzakour